# مارتن والاس
مارتن والاس (بالإنجليزية: Martin Wallace)‏ هو لاعب كرة قدم أمريكية أمريكي، ولد في 22 أبريل 1990 في نيويورك في الولايات المتحدة.

## وصلات خارجية
- مارتن والاس على موقع مرجع كرة القدم المحترفة.كوم (الإنجليزية)